# Insurance Australia Group
Insurance Australia Group Limited (IAG) er et australsk forsikringsselskab. Deres primære markeder er Australien og New Zealand, hvor de tilbyder en universel forsikringsdækning. I alt er de tilstede i fem lande.